# Uthman ibn Madhun
Abu-s-Saïb Uthman ibn Madhun ibn Habib al-Jumahí (àrab: أبو السائب عثمان بن مظعون بن حبيب الجمحي, Abū as-Sāʾib ʿUṯmān b. Maẓʿūn b. Ḥabīb al-Jumaḥī) o, més senzillament, Uthman ibn Madhun fou un membre del clan quraixita de Djumah i un dels primers companys del profeta Mahoma. Fou la 13è persona a adoptar l'islam. Era cunyat del califa Úmar ibn al-Khattab.
Va participar en l'hègira a Axum i en tornar va fer córrer la notícia d'una reconciliació entre Mahoma i els pagans mequesos. Després fou client d'al-Walid ibn al-Mughira però va tornar a l'islam i va prendre part a l'hègira a Medina. Va lluitar en la batalla de Badr (624) i va morir el 625.
Va deixar de beure vi abans que Mahoma establís aquesta prohibició, i va abandonar el sexe amb la seva esposa (del que aquesta es va queixar a Àïxa bint Abi Bakr) cosa de la qual Mahoma el va voler dissuadir; fins i tot hauria demanat permís al Profeta per castrar-se, petició que Mahoma va refusar totalment.